# Port de Värta
Le port de Värta (en suédois : Värtahamnen) est un port situé à Stockholm en Suède,,.

## Description
Värtahamnen et le port franc de Stockholm à Lilla Värtan sont les principaux ports de Stockholm.
Värtahamnen dessert principalement les traversiers de passagers des compagnies maritimes Silja Line et Tallink, qui desservent la Finlande, Åland, l'Estonie et la Lettonie depuis janvier 2017.
Värtahamnen est situé en grande partie dans le quartier de Ladugårdsgärdet et aussi dans le quartier de Hjorthagen.

### Quais du port
| Quai     | Longueur | Profondeur | Fonction          | largeur |
| -------- | -------- | ---------- | ----------------- | ------- |
| 510      | 90 m     | 7,8 m.     | Quai de services  |         |
| 511      | 265 m    | 9,9 m      | Rampe RoRo mobile | 26 m    |
| 512      | 230 m    | 11,0 m     | Rampe RoRo mobile | 29 m    |
| 513 :    | 250 m    | 9,0 m      | Rampe RoRo mobile | 29 m    |
| 514      | 255 m    | 7,7 m      | Rampe RoRo mobile | 29 m    |
| 515      | 255 m    | 7,6 m      | Rampe RoRo mobile | 29 m    |
| Sources: |          |            |                   |         |

## Histoire

### Première construction
Värtahamnen a été construit entre 1879 et 1886 après que la ville ait acheté des terrains dans le but de créer un port pour le charbon et d'autres marchandises volumineuses.
Les chemins de fer pour le trafic de marchandises et de passagers ont été construits via la ligne Värta, où la gare de Värtan a été inaugurée en 1882.
Le port de Värta a été progressivement agrandi et approfondi au début du XXe siècle, et en 1903, la centrale de cogénération Värtaverket (sv) au charbon a été inaugurée à proximité.
En 1904, on y a également construit la Maison municipale (sv), qui abritait le bureau des douanes et la direction du port.

### Reconstruction du port
Entre 2013 et 2016, les ports de Stockholm ont reconstruit Värtahamnen pour libérer des terrains pour que la ville y construise des logements et y installe des entreprises dans la zone de Norra Djurgårdsstaden (en).
Faisant partie de Norra Djurgårdsstaden, Värtahamnen devait être développé en un quartier pour accueillir des bureaux, des logements, des commerces et des services, en préservant les opérations existantes des traversiers et des navires de croisières.
Au total, on estime que la zone peut accueillir environ 1 700 logements et environ 20 000 postes de travail.
Värtahamnen comprend les sections Södra Värtahamnen, Valparaiso et Värtapiren.
Cela a été réalisé, entre autres, en construisant une nouvelle jetée en béton sur pilotis dans l'eau et en remplissant certaines parties du bassin portuaire.
Les ports de Stockholm ont également construit un nouveau terminal de passagers sur la jetée d'une superficie de 16 000 m2.
La superficie totale du port est de 131 000 m2.

## Navires opérant dans le port
| Armateur   | Navire              | Route                             |
| ---------- | ------------------- | --------------------------------- |
| Silja Line | M/S Silja Serenade  | Stockholm–Mariehamn–Helsinki      |
| Silja Line | M/S Silja Symphony  | Stockholm–Mariehamn–Helsinki      |
| Silja Line | M/S Baltic Princess | Stockholm–Mariehamn/Långnäs–Turku |
| Tallink    | M/S Baltic Queen    | Stockholm–Mariehamn–Tallinn       |
| Tallink    | M/S Victoria I      | Stockholm–Mariehamn–Tallinn       |
| Sources:   |                     |                                   |

## Galerie

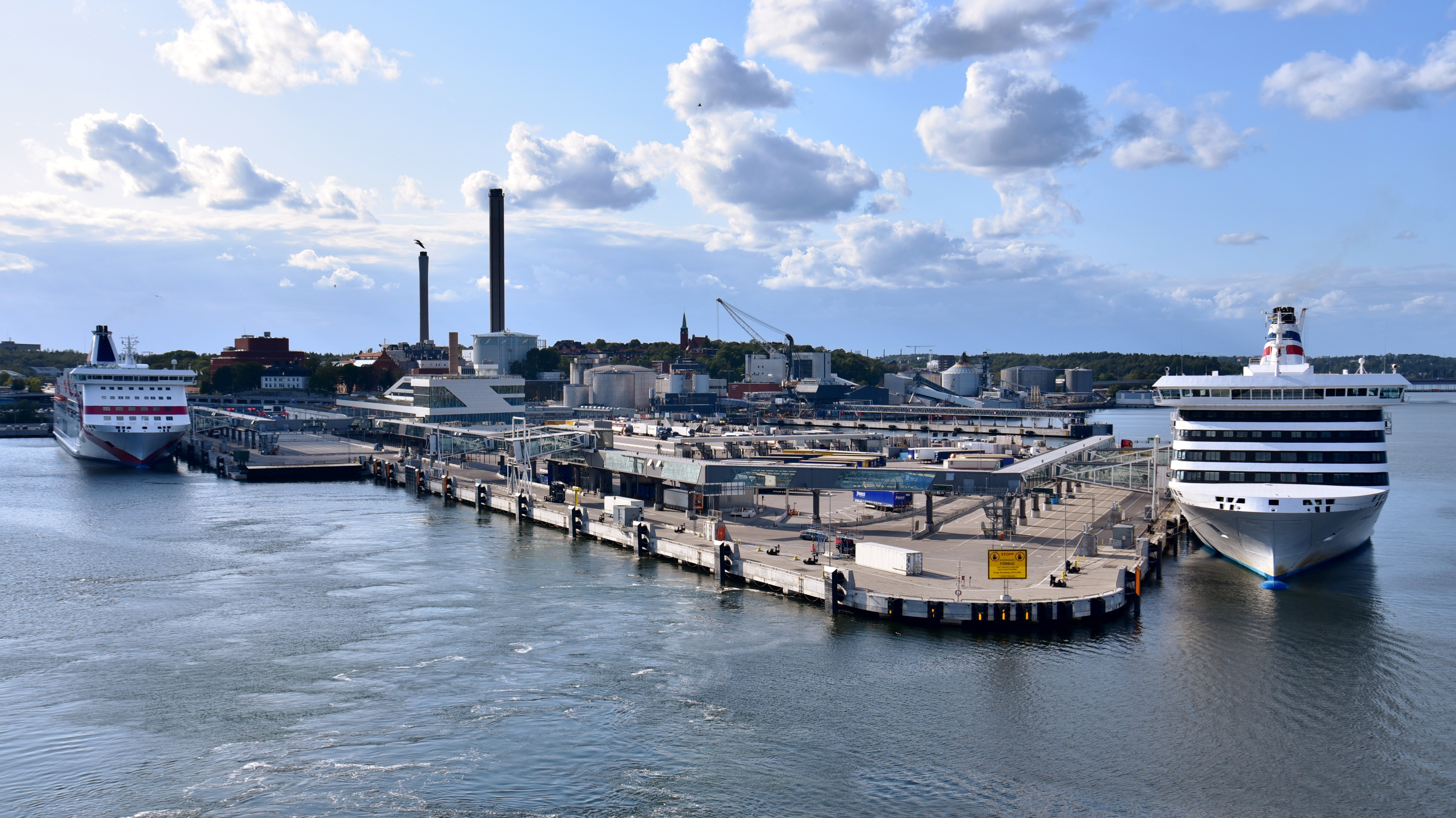
Le port de Värta.
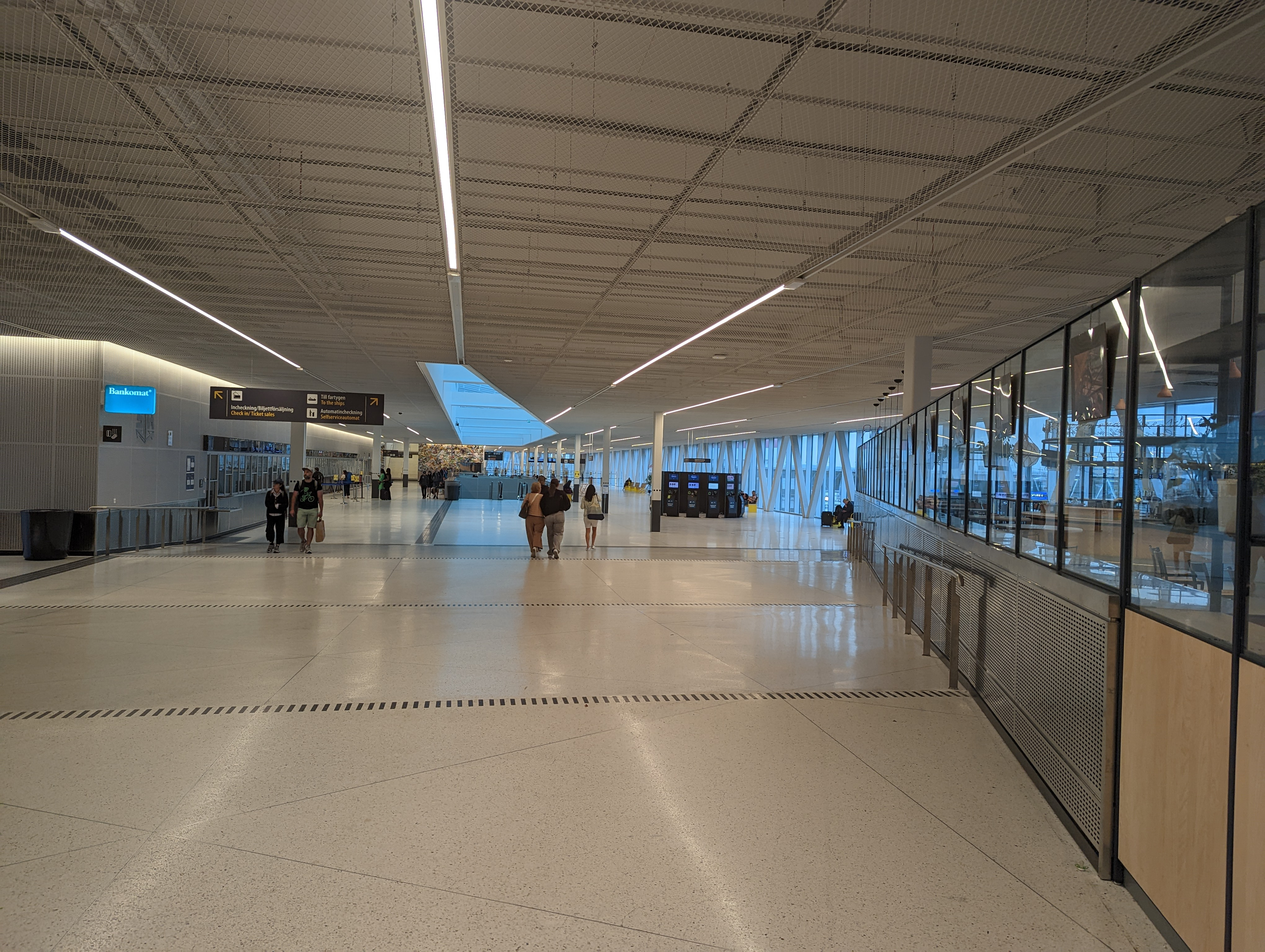
Le terminal.
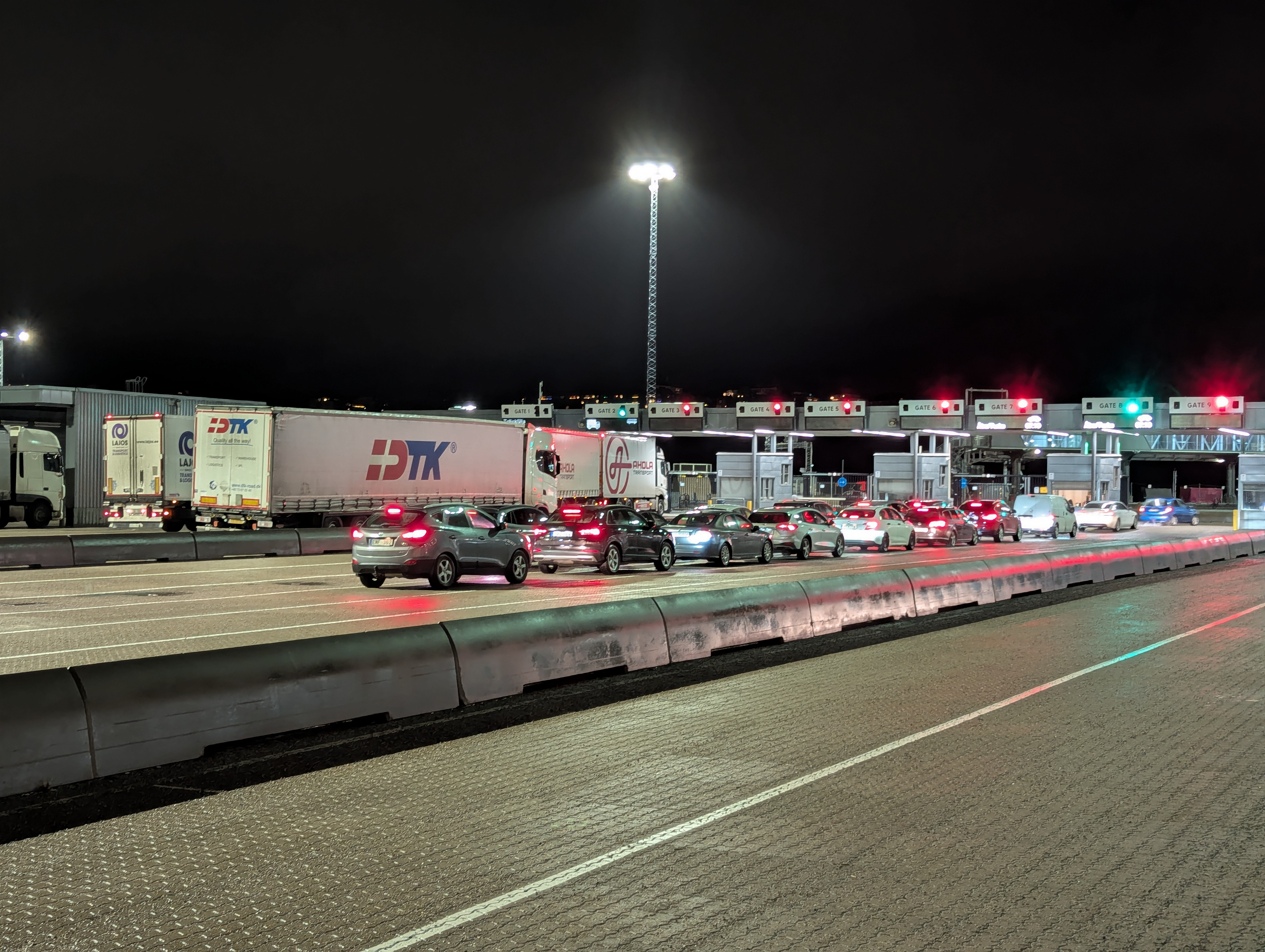
Entrée des voitures.
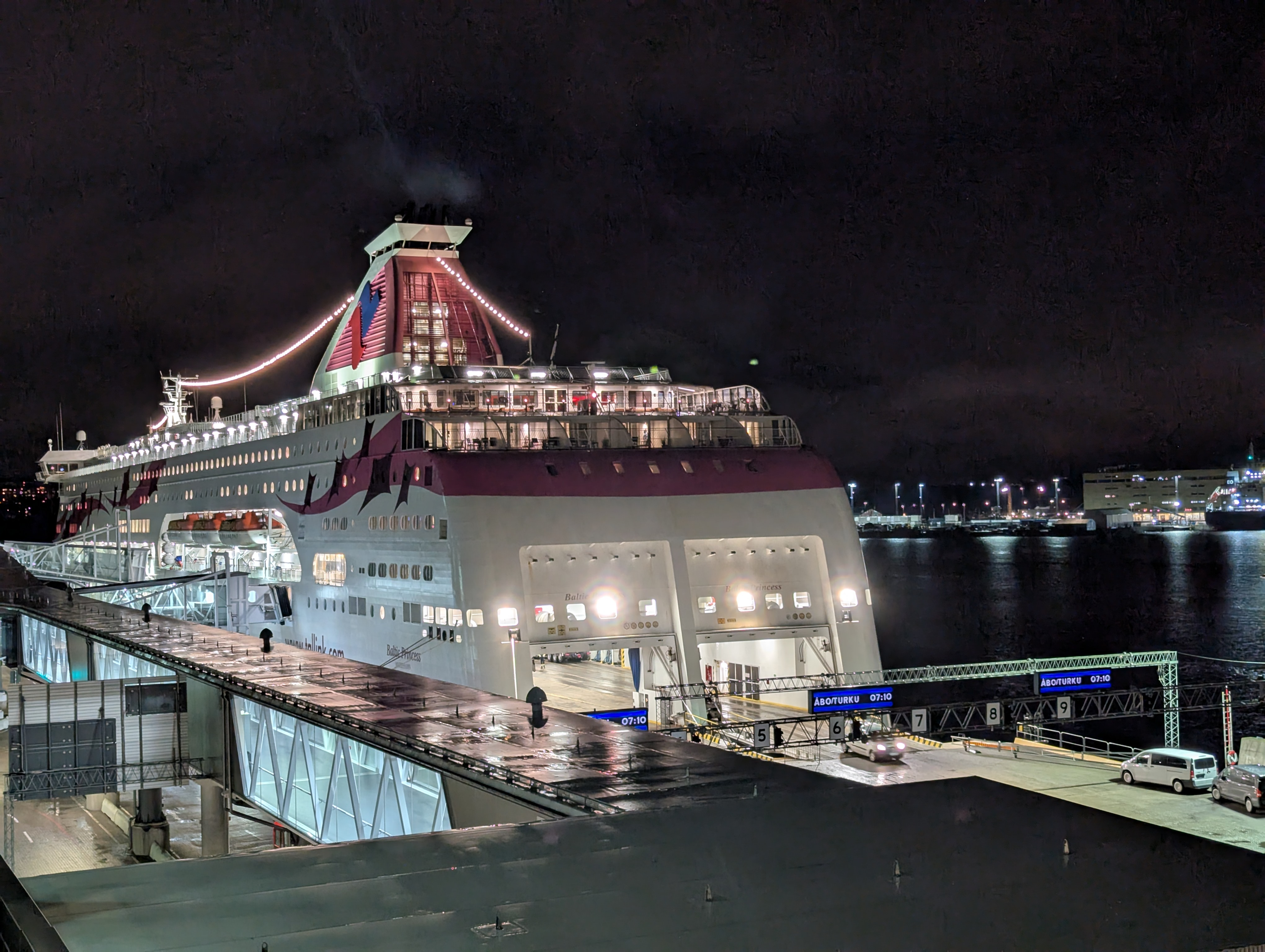
Le Baltic Princess à quai.